# San Sisto (titolo cardinalizio)
San Sisto (in latino Titulus Sancti Sixti) è un titolo cardinalizio istituito nel V o VI secolo che insiste sulla basilica di San Sisto Vecchio.
Secondo il Kirsch ed il Duchesse discende dal titolo Crescentianae, enumerato nel sinodo romano del 1º marzo 499, probabilmente corrispondente alla Basilica Crescenziana citata nel Liber Pontificalis e fondata da papa Anastasio I. È opinione invece del Cristofori, che il titolo di San Sisto sia stato istituito nel 590 da papa Gregorio I per sostituire quello di Tigridae, istituito intorno al 112 da papa Evaristo. Secondo il catalogo di Pietro Mallio, stilato sotto il pontificato di papa Alessandro III, questo titolo era legato alla basilica di San Paolo fuori le mura ed i suoi sacerdoti vi officiavano a turno.
Dal 28 novembre 2020 il titolare è il cardinale Antoine Kambanda, arcivescovo metropolita di Kigali.

## Titolari
- Romano (494 - ?) (titulus Tigridae)
- Basso (590 - ?)
- Bonifacio (?) (590 ? - ?)
- Felice (603 - ?)
- Donato (761-  ?)
- Leone (? - dicembre 935 eletto papa[1][2])
- Benedetto (964 - prima del 993)
- Leone (993 - prima del 1012)
- Pietro (1012 - circa 1037)
- Pietro (1037 - prima del 1060)
- Paolo Gentili (1088-1099)
- Sigizzone (o Sigismondo) Bianchelli seniore (1099 - circa 1100 deceduto)
- Pietro Modoliense (circa 1100 - prima del 1117 deceduto)
- Sigizzone Bianchelli iuniore (circa 1118 - dopo il 1130 deceduto)
- Giovanni, O.S.B.Cas. (1168 - 1177 deceduto)
- Arnaud de Villemur, C.R.S.A. (17 dicembre 1350 - 28 ottobre 1355 deceduto)
- Nicolás Rosell, O.P. (23 dicembre 1356 - 28 marzo 1362 deceduto)
- Simon Langham, E.B.C. (22 settembre 1368 - agosto 1373 nominato cardinale vescovo di Palestrina)
- Luca Rodolfucci de Gentili (18 settembre 1378 - 18 gennaio 1389)
  - Leonardo Rossi (o de Grifonio, o de Ciffono, o de Giffono, o de Jovis Fano, o de Rubeis), O.F.M. (18 dicembre 1378 - ottobre 1398 nominato cardinale vescovo di Ostia-Velletri), pseudocardinale dell'antipapa Clemente VII
- Giovanni Dominici, O.P. (9 maggio 1408 - 10 giugno 1419 deceduto)
  - Titolo vacante (1419 - 1431)
- Juan Casanova, O.P. (4 luglio 1431 - 1º marzo 1436 deceduto)
  - Titolo vacante (1436 - 1440)
- Juan de Torquemada, O.P. (8 gennaio 1440 - 1446 nominato cardinale presbitero di Santa Maria in Trastevere)
  - Giovanni di Ragusa, O.P. (2 ottobre 1440 - 20 ottobre 1443 deceduto), pseudocardinale dell'antipapa Felice V
  - Titolo vacante (1446 - 1471)
- Pietro Riario, O.F.M. (22 dicembre 1471 - 3 gennaio 1474 deceduto)
- Pedro Ferris (o Ferrís, o Ferriz) (30 dicembre 1476 - 25 settembre 1478 deceduto)
- Cosma Orsini, O.S.B.Cas. (15 maggio 1480 - 3 giugno 1480 nominato cardinale presbitero dei Santi Nereo e Achilleo)
- Pierre de Foix il Giovane, O.F.M. (agosto 1485 - 10 agosto 1490 deceduto)
- Paolo Fregoso (o Campofregoso) (circa 1490 - 22 marzo 1498 deceduto)
- Georges I d'Amboise (17 settembre 1498 - 25 maggio 1510)
- Achille Grassi (17 marzo 1511 - 6 luglio 1517 nominato cardinale presbitero di Santa Maria in Trastevere)
- Tommaso De Vio, O.P. (6 luglio 1517 - 14 marzo 1534 nominato cardinale presbitero di Santa Prassede)
- Nikolaus von Schönberg (o Schomberg, o Scomber), O.P. (31 maggio 1537 - 7 settembre 1537 deceduto)
- Gian Pietro Carafa (24 settembre 1537 - 6 luglio 1541 nominato cardinale presbitero di San Clemente)
- Juan Álvarez y Alva de Toledo, O.P. (6 luglio 1541 - 24 gennaio 1547 nominato cardinale presbitero di San Clemente)
- Carlo di Borbone-Vendôme, diaconia pro illa vice (25 febbraio 1549 - 15 gennaio 1561 nominato cardinale presbitero di San Crisogono)
- Philibert Babou de la Bourdaisière (10 marzo 1561 - 17 novembre 1564 nominato cardinale presbitero di San Martino ai Monti)
- Ugo Boncompagni (15 maggio 1565 - 13 maggio 1572 eletto papa)
- Filippo Boncompagni (16 giugno 1572 - 9 giugno 1586 deceduto)
- Jerzy Radziwiłł (14 luglio 1586 - 21 gennaio 1600 deceduto)
- Alfonso Visconti (24 gennaio 1600 - 19 settembre 1608 deceduto)
- Giambattista Leni (10 dicembre 1608 - 5 marzo 1618 nominato cardinale presbitero di Santa Cecilia)
- Francisco Gómez de Sandoval y Rojas (marzo 1621 - 17 maggio 1625 deceduto)
- Laudivio Zacchia (9 febbraio 1626 - 17 settembre 1629 nominato cardinale presbitero di San Pietro in Vincoli)
  - Titolo vacante (1629 - 1634)
- Agostino Oreggi (9 gennaio 1634 - 12 luglio 1635 deceduto)
- Carlo de Medici (12 dicembre 1644 - 6 marzo 1645 nominato cardinale vescovo di Sabina)
- Domenico Cecchini (24 aprile 1645 - 1º maggio 1656 deceduto)
- Giulio Rospigliosi (23 aprile 1657 - 20 giugno 1667 deceduto)
- Giacomo Rospigliosi (30 gennaio 1668 - 16 maggio 1672 nominato cardinale presbitero dei Santi Giovanni e Paolo)
- Vincenzo Maria Orsini, O.P. (16 maggio 1672 - 3 gennaio 1701 nominato cardinale vescovo di Frascati)
- Nicola Spinola (8 giugno 1716 - 29 gennaio 1725 nominato cardinale presbitero dei Santi Nereo e Achilleo)
- Agostino Pipia, O.P. (29 gennaio 1725 - 3 marzo 1729 nominato cardinale presbitero di Santa Maria sopra Minerva)
- Louis-Antoine de Noailles (3 marzo 1729 - 4 maggio 1729 deceduto)
- Francesco Antonio Finy (6 luglio 1729 - 3 settembre 1738 nominato cardinale presbitero di Santa Maria in Trastevere)
- Vincenzo Ludovico Gotti, O.P. (26 settembre 1738 - 18 settembre 1742 deceduto)
- Luigi Maria Lucini, O.P. (23 settembre 1743 - 17 gennaio 1745 deceduto)
- Carlo Vittorio Amedeo delle Lanze (2 ottobre 1747 - 22 novembre 1758 nominato cardinale presbitero di Sant'Anastasia)
- Giuseppe Agostino Orsi, O.P. (19 novembre 1759 - 13 giugno 1761 deceduto)
  - Titolo vacante (1761 - 1769)
- Giovanni Molin (26 giugno 1769 - 14 marzo 1773 deceduto)
- Juan Tomas de Boxadors, O.P. (18 dicembre 1775 - 16 dicembre 1780 deceduto)
  - Titolo vacante (1780 - 1829)
- Jean-Baptist-Marie-Anne-Antoine de Latil (21 maggio 1829 - 1º dicembre 1839 deceduto)
- Gaspare Bernardo Pianetti (17 dicembre 1840 - 30 gennaio 1862 deceduto)
- Filippo Maria Guidi, O.P. (19 marzo 1863 - 29 luglio 1872); in commendam (29 luglio 1872 - 20 giugno 1877 dimesso)
- Lucido Maria Parocchi (25 giugno 1877 - 24 marzo 1884 nominato cardinale presbitero di Santa Croce in Gerusalemme)
- Camillo Siciliano di Rende (26 maggio 1887 - 16 maggio 1897 deceduto)
- Giuseppe Antonio Ermenegildo Prisco (24 marzo 1898 - 4 febbraio 1923 deceduto)
  - Titolo vacante (1923 - 1930)
- Achille Liénart (3 luglio 1930 - 15 febbraio 1973 deceduto)
- Octavio Antonio Beras Rojas (24 maggio 1976 - 1º dicembre 1990 deceduto)
- Ignazio Kung Pin-mei (30 giugno 1991 - 12 marzo 2000 deceduto)
- Marian Jaworski (21 febbraio 2001 - 5 settembre 2020 deceduto)
- Antoine Kambanda, dal 28 novembre 2020